# Iglesia de la Merced (Trujillo)
La iglesia de la Merced de Trujillo está ubicada en Trujillo, Perú.

## Historia
La relación que tienen los Pizarro con la fundación de este convento es esencial. 
Doña Francisca Pizarro Yupanqui (hija del conquistador de Perú con la princesa Inés Huaylas, hermana de Atahualpa fue legitimada por su padre y al morir éste, viajó con su hermano Gonzalo a España en compañía del capitán Francisco de Ampuero. Vivió en Trujillo, España, en casa de su tía la viuda de Martín Alcántara y en 1551 se casó con su tío Hernando Pizarro, que era mucho mayor que ella, y estaba preso en el castillo de la Mota de Medina del Campo. Cuando enviudó se casó con Pedro Arias.). Fue quien fundó el Convento de la Merced de Trujillo (1594, el documento íntegro de dicha fundación está en el Archivo Histórico de protocolos de Madrid).
Este lugar fue en sus orígenes la iglesia conventual de la Orden de la Merced, que se instaló en nuestra ciudad en 1602 trasladándose a este convento pocos años después.
Mercedarios ilustres que vivieron en Trujillo: el escritor fray Gabriel Téllez "Tirso de Molina", y comendador durante un trienio del convento.
El 19 de marzo de 1809 llega la invasión francesa a Trujillo y el convento sufre grandes desperfectos.
1820: a causa de la turbonada masónica de estos años el Ayuntamiento se vio obligado a exclaustrar a todos los religiosos; los regidores no pudieron defender la permanencia de los Mercedarios en nuestra ciudad.

## Aspectos arquitectónicos
Edificada originalmente en 1536 fue reconstruida en 1634 (fue destruida por un terremoto en 1619). El conjunto arquitectónico, a diferencia de sus similares en la ciudad de Trujillo, fue construido en la parte central de una manzana y no en una esquina como es común en este tipo de monumentos. 
Este templo que data del siglo XVII es de un esplendor sin parangón, debido a que permite este tiempo desligarse de las ataduras provenientes de la Edad Media. Al romper estos viejos moldes se permitió salirse de la rigidez de las estructuras lineales e imprimir nuevas formas de movimiento especialmente en el campo de las artes como podrían ser la pintura, escultura y arquitectura. Este adelanto de imprimir movimiento, rescatar las formas celestiales por medio de la ornamentación, y el paso de lo estático a lo dinámico se contempla como el estilo barroco, que es un estilo moderno que deja atrás al manierismo del siglo precedente. El barroco que se presenta en diferentes manifestaciones artísticas incluida la literatura en sus dos vertientes culteranismo y conceptismo, permite arraigar a la sociedad de entonces a un nuevo estilo de vida, en el que se adapta y acepta vivir bajo situaciones en constante cambio. El diseño y construcción fue del portugués Alonso de las Nieves y muestra una mezcla de estilos arquitectónicos en su fachada.
Su fachada principal es de estilo barroco (para otros aglutina en su fachada diversos estilos arquitectónicos) y en vez de torres campanario presenta un par de espadañas. 
Fábrica de tres plantas de traza sencilla y robusta perteneciente al período decadente del clasicismo arquitectónico del siglo XVII.
Esta Iglesia tiene dos esbeltas espadañas que flanquean la superposición de órdenes arquitectónicos que adornan su portada.
Es especialmente notable para las figuras talladas vívidas en el alivio alrededor de la cúpula, incluyendo serie alterna de ángeles pequeños y querubines que apoyan la sección de la cima--quizás 100 en todos. Dentro de, la iglesia es salmón y blanco, con los arcos de la piedra blancos. 
Al trasero, al parecer bloqueó en el desván del órgano, es un rococó macizo conduce por tuberías el órgano. 
La iglesia de planta rectangular perfecta, bóvedas vaídas sobre arcadas ciegas, imposta sobre el paramento, y ábside de tres planos separados del bovedaje con un arco toral o triunfal. Restos del coro sobre el paño mural de la entrada principal. La sacristía estaba detrás del altar mayor.
El templo tiene dos puertas de notable alzada, sobre ellas encontramos el Escudo de la Orden de cuatro barras y sobre ellas la Cruz blanca.
La puerta principal del convento es menor alzada pero de las mismas características arquitectónicas excepción del cápelo de prelado sobre el Escudo de la Orden y los adornos arracimados en las columnas almohadilladas y adosadas al muro (barroquismo).
El patio es de planta cuadrada, claustrado en su parte baja y corrida por galería interior en su planta alta.

## Obras
Cuenta con obras de gran valor como el retablo mayor (que originalmente perteneció a la iglesia de la Compañía El retablo de San Ignacio de Loyola pasó al altar mayor de la Iglesia de la Merced, y se pintó a San Ignacio el hábito mercedario. Al salir expulsados los jesuitas su casa pasó a manos de una Junta de Temporalidades. Durante el Episcopado de Monseñor Luna Victoria, Es a partir de este momento en que se empezó a repartir sus cuadros, retablos y ornamentos hacia otras Iglesias locales y alejadas como Piura, Tarapoto, etc.), y los retablos laterales que tienen pinturas del siglo XVII. 
Las pechinas representan pasajes de la vida de San Pedro Nolasco. En el coro alto se encuentra su órgano de estilo rococó, único en la ciudad.